# Abas Ier de Kars
Abas Ier de Kars (en arménien Աբաս Ա Կարսի ; mort en 1029) est un membre de la famille arménienne des Bagratides, roi de Kars de 984 à 1029.

## Biographie
Abas est fils de Mouchel, roi de Kars.
En 972, l'empereur byzantin Jean Ier Tzimiskès vient prendre possession du Taron et en profite pour parcourir l'Arménie afin d'impressionner les rois et les princes arméniens. Mais ceux-ci ne l'entendent pas de cette manière, et décident de regrouper leurs armées au lac de Van. C'est ainsi que Mouchel envoie son héritier Abas à la tête d'une armée. Devant cette démonstration de force, Jean Tzimiskès, préfère écourter sa visite.
En 977, à la mort d'Achot III, roi d'Arménie et frère aîné de Mouchel, ce dernier conteste la succession à son neveu Smbat II. Il s'ensuit une guerre entre l'oncle et le neveu, auquel Abas prend certainement part. Smbat prend le dessus, mais Mouchel fait appel à Davith, prince de Tayk, curopalate et de ce fait vassal de l'Empire byzantin.
Abas succède à son père en 984. En 996, il aide le curopalate Davith à combattre l'émir d'Azerbaïdjan qui cherche à reprendre Manzikert. En 1008, Davith meurt en léguant ses états à l'Empire byzantin. L'empereur Basile II vient alors prendre possession du Tayk et exige un serment de vassalité des princes et rois arméniens. Abas n'a pas d'autre solution que de se soumettre, préparant ainsi la future annexion de l'Arménie à l'Empire byzantin.
Abas meurt en 1029, laissant son royaume à son unique fils Gagik-Abas II.